# Kirche in Not
Das internationale katholische Hilfswerk Kirche in Not (früher Ostpriesterhilfe), englisch Aid to the Church in Need (ACN), italienisch Aiuto alla Chiesa che Soffre, ist eine Stiftung päpstlichen Rechts. Schwerpunkt ist die pastorale Hilfe für verfolgte, bedrängte und notleidende Christen in rund 140 Ländern. Das Hilfswerk wurde 1947 gegründet.

## Aufgabenfelder
Kirche in Not ist ein pastorales Hilfswerk. Es unterstützt jährlich etwa 5000 Einzelprojekte in rund 140 Ländern, in denen die Kirche verfolgt wird oder nicht genügend Mittel für ihre seelsorgerischen Aufgaben hat.
Diese Hilfen umfassen vor allem folgende Bereiche:

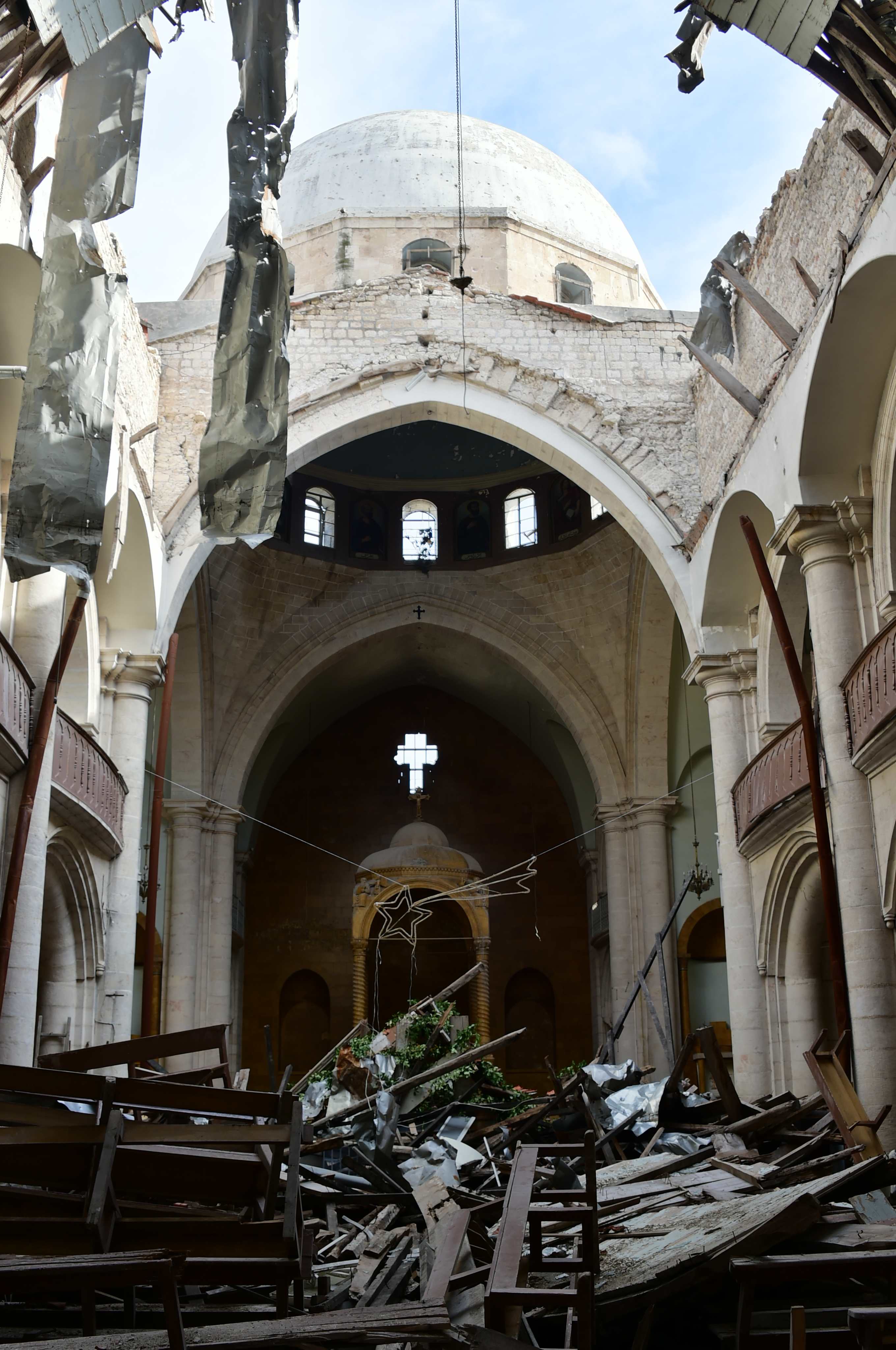
Die zerstörte maronitische Kathedrale St. Elijah in Aleppo/Syrien im Jahr 2017. Kirche in Not hat den Wiederaufbau unterstützt, der 2020 abgeschlossen werden konnte.

- Ausbildung von Priestern und Ordensleuten
- Existenzhilfe für Priester und Ordensleute
- Messstipendien, freiwillige Gaben für die Feier einer heiligen Messe in einem bestimmten Anliegen. Messstipendien sichern in Ländern, in denen Priester wenig oder gar keinen Lohn erhalten, deren Überleben und werden oft auch für die Gemeindearbeit verwendet.
- Glaubensbildung von Laien
- Bau und Wiederaufbau von Kirchen und kirchlichen Einrichtungen
- Transportmittel für die Seelsorge
- Nothilfen bei Krieg, Vertreibung, Gewalt und Naturkatastrophen
- Verteilung von Bibeln, religiösen Büchern und Medien
- „Anwaltschaft“ für verfolgte Christen gegenüber Politik und öffentlichen Institutionen
- Mediale Unterstützung zur Verbreitung des Glaubens

## Geschichte

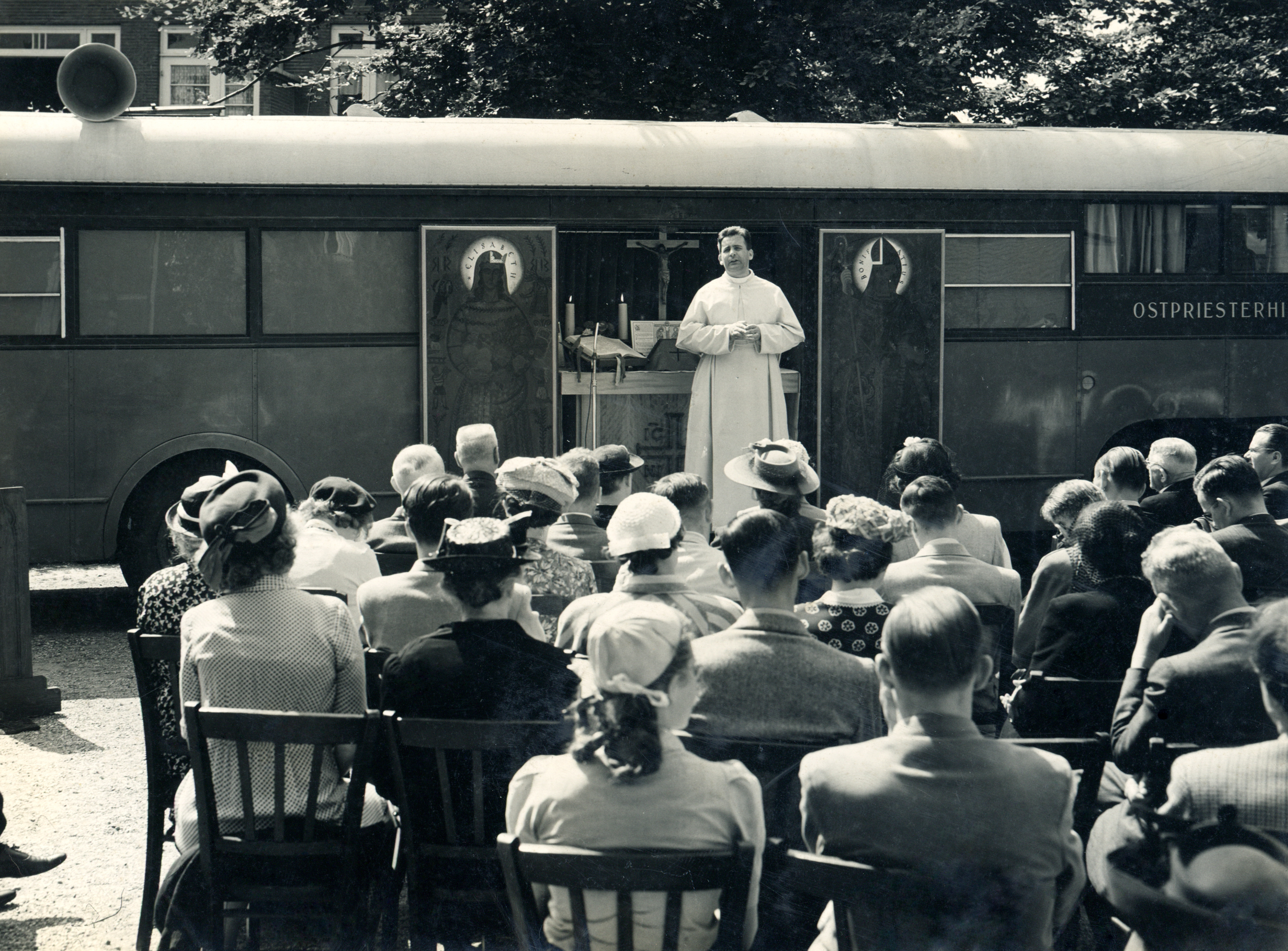
Pater Werenfried van Straaten bei einer Predigt vor einem Kapellenwagen.

### Gründung
Nach dem Zweiten Weltkrieg organisierte der Prämonstratenserpater Werenfried van Straaten in Belgien und den Niederlanden Hilfe für die deutschen Nachbarn. Vierzehn Millionen Heimatvertriebene aus den ehemaligen deutschen Ostgebieten strömten in die vier Besatzungszonen, in denen es zu wenig Unterkünfte, zu wenig Nahrung und Kleidung gab. P. Werenfried und seine Mitarbeiter riefen zur Versöhnung mit den ehemaligen deutschen Kriegsgegnern auf. Er bat um Nahrungsmittel und Kleidung, um den Deutschen in ihrer Not zu helfen.
Um neben der materiellen Hilfe den Heimatvertriebenen auch geistlich beizustehen, rief Kirche in Not – damals noch unter dem Namen „Ostpriesterhilfe“ – ab 1950 die „Kapellenwagenaktion“ ins Leben. Dabei handelte es sich um umgebaute Lastwägen, auf denen die heilige Messe gefeiert werden konnte. Denn in vielen Diaspora-Regionen Deutschlands, in denen die Heimatvertriebenen eine neue Bleibe gefunden hatten, gab es zu dieser Zeit keine katholische Kirche. „Rucksackpriester“ besuchten auf Motor- und Fahrrädern die weit verstreut lebenden Gläubigen und wurden im Rahmen der Aktion „Ein Fahrzeug für Gott“ unterstützt.

### Konsolidierung und Ausbau
- 1951 fand im niederländischen Hilversum zum ersten Mal ein Kongress Kirche in Not statt, der ab 1952 bis 1995 jährlich in Königstein im Taunus abgehalten wurde. Vertreter der unterdrückten und verfolgten Kirche – vor allem hinter dem Eisernen Vorhang – berichteten hier über die Lage der Kirche in ihren Ländern.[9]
- 1952 begann die Hilfe für die verfolgte Kirche in Osteuropa. Diese wurde in den kommenden Jahren immer weiter intensiviert, zum Beispiel nach dem Ungarn-Aufstand 1956 in Zusammenarbeit Kardinal József Mindszenty.[10] Nach und nach kamen – oft auf Anregungen der amtierenden Päpste oder Hilfsgesuche aus notleidenden Regionen – der Nahe Osten (ab 1955), Asien (1961), Lateinamerika (1962) und Afrika (1965) dazu.
- 1953 gründete Pater Werenfried den „Internationalen Bauorden“ mit dem Ziel, „Wohnungen für Entheimatete und Obdachlose und von Kirchen oder Klöstern Häuser“ zu errichten.[11] Er sollte „ein Werk der Versöhnung und der tätigen Nächstenliebe.“[12] Studenten und weitere Freiwillige halfen beim Bau von Siedlungen für Heimatvertriebene, zum Beispiel der Bruder-Klaus-Siedlung in Köln, der Heimat des späteren Kölner Erzbischofs Rainer Maria Woelki.
- 1969 wurde die „Ostpriesterhilfe“ in Kirche in Not umbenannt.
- 1984 erkannte der Heilige Stuhl Kirche in Not als „gesamtkirchliche Vereinigung päpstlichen Rechts“ an.
- Nach der politischen Wende in Osteuropa wurde ab 1989 die Hilfe für den Wiederaufbau und die Neuevangelisierung in den Ländern des ehemaligen Ostblocks der Schwerpunkt von Kirche in Not.[13] Ab 1992 kam die Arbeit für die Aussöhnung mit der russisch-orthodoxen Kirche hinzu. Bis heute gibt es in diesem Bericht ökumenische Projekte, zum Beispiel beim Wiederaufbau kriegszerstörter Kirchen in Syrien oder im Einsatz für notleidende Christen im Irak.[14]
- Am 31. Januar 2003 starb der Gründer Pater Werenfried van Straaten wenige Wochen nach seinem 90. Geburtstag.
- Ab 2007 verstärkte Kirche in Not auf Anregung von Papst Benedikt XVI. die Hilfe im Nahen Osten.

### Päpstliche Stiftung
- Benedikt XVI. erhob 2011 Kirche in Not zur Päpstlichen Stiftung und stellt damit das Hilfswerk auf eine organisatorisch wie personell neue Ebene.[15]
- Mit Beginn des Syrienkriegs im Jahr 2011 intensiviert Kirche in Not die Hilfe für die Menschen in Syrien und arbeitet dazu mit Vertretern verschiedener christlicher Konfession zusammen.[16][17] Ein großes Projekt war der Wiederaufbau der von Granaten zerstörten maronitischen Kathedrale St. Elijah in Aleppo, der im Sommer 2020 abgeschlossen werden konnte.[18]
- 2014 startete Kirche in Not ein Nothilfe-Programm für Christen im Irak, von denen etwa 120 000 Personen durch den IS au ihren Ortschaften in der Ninive-Ebene vertrieben wurden und in der Autonomen Region Kurdistan Zuflucht fanden. Nach dem militärischen Sieg über den IS unterstützte Kirche in Not den Wiederaufbau von Wohnhäusern, Kirchen und öffentlichen Gebäuden in der Ninive-Ebene.[19]
- Ab 2014 expandierte Kirche in Not international: So wurde ein neues Nationalbüro in Südkorea[20] eröffnet, die erste Niederlassung des Hilfswerks in Asien.[21] Weitere Niederlassungen wurden in Mexiko[22], Kolumbien[23], der Slowakei[24] sowie auf Malta[25] und den Philippinen[26] ins Leben gerufen.
- Zur Feier des 70-jährigen Bestehens des Hilfswerks 2017 lud Kirche in Not seine Wohltäter weltweit zu einer Pilgerfahrt für die verfolgte Kirche nach Fatima ein, an welcher auch rund 100 Wohltäter aus Deutschland teilnahmen.[27]
- Um die Arbeit der Kirche während der weltweiten Corona-Pandemie zu unterstützen, rief Kirche in Not 2020 ein Soforthilfeprogramm ins Leben.[28] Nach der Explosion im Hafen der libanesischen Hauptstadt Beirut im August 2020 stellte Kirche in Not Soforthilfen für 2500 betroffene Familien zur Verfügung und unterstützt den Wiederaufbau kirchlicher Infrastruktur.[29]
- Im März 2021 war die Projektdirektorin von Kirche in Not, Regina Lynch, Mitglied der Delegation von Papst Franziskus bei seiner Reise in den Irak.[30] Der Papst besuchte unter anderem die mehrheitlich von Christen bewohnte Stadt Karakosch (Baghdida) in der Ninive-Ebene. In der gesamten Region hat Kirche in Not den Wiederaufbau zahlreicher Wohngebäude, Kirchen und kirchlicher Einrichtungen maßgeblich finanziert, wofür ein Kirchenvertreter in einem Grußwort vor dem Papst ausdrücklich dankte.[31] Laut einem Bericht in Vatican News leiste das „Hilfswerk ‚Kirche in Not‘ […] einen bedeutsamen Beitrag zum Wiederaufbau von Häusern – es waren mehr als 14.000 – und Kirchen, die zerstört oder beschädigt“ worden waren.[32]
- Nach dem Erbeben in Haiti 2021 stellte Kirche in Not 500.000 Euro an Soforthilfen bereit und unterstützte die Notversorgung über kirchliche Strukturen.[33]
- Mit Beginn der russischen Invasion in der Ukraine Ende Februar 2022 stellte Kirche in Not mehrere Soforthilfepakete[34][35][36] zur Verfügung, um den Betrieb kirchlicher Hilfseinrichtungen aufrechtzuerhalten.[37][38] Das Hilfswerk ist in der Ukraine seit Anfang der 1950er Jahre aktiv. Die Ukraine gehört zu den Top 5 der 140 Projektländer von Kirche in Not.[39]
- Durch die jahrzehntelange Zusammenarbeit mit den katholischen und orthodoxen Kirchen in Syrien konnte Kirche in Not nach dem Erdbeben in der Türkei und Syrien im Februar 2023 unmittelbar mit der Hilfe in betroffenen Städten wie Aleppo und Latakia beginnen.[40]
- Nach dem Terrorangriff der Hamas auf Israel 2023 am 7. Oktober 2023 und der israelischen Gegenwehr unterstützte Kirche in Not in Kooperation mit dem Lateinischen Patriarchat von Jerusalem die Nothilfe und die Versorgung der christlichen Minderheit im Gazastreifen, in Ostjerusalem, im Westjordanland sowie christliche Arbeitsmigranten und Flüchtlinge in Israel.[41]
- Im Heiligen Jahr 2025 unternahm Kirche in Not eine Pilgerreise nach Rom, an der 1000 Wohltäter aus 23 Ländern teilnahmen. Die Pilgerreise fand zur Zeit des Konklaves mit der Wahl von Papst Leo XIV. statt.[42]

## Radiosender 1991 im Augustputsch in Moskau
Am 19. August 1991, zu Beginn des Augustputsches in Moskau, sprach Boris Jelzin vor dem Weißen Haus in Moskau von einem Panzer aus zu den Bürgern. Zurück im Parlament sagte er zu den Abgeordneten „Jetzt brauche ich ein Radio“. Als Sprecher und Führer des Widerstandes gegen die kommunistischen Putschisten brauchte er, um möglichst viele Menschen zu erreichen, ein Sprachrohr für die demokratische Bewegung. Zu aller Erstaunen gab der Abgeordnete Viktor Aksiutsjik bekannt, dass er die Ausstattung für einen Radiosender besitze. Kirche in Not hatte für die Gründung einer gemeinsamen Rundfunkstation der katholischen und orthodoxen Kirche die nötigen Geräte nach Moskau geschmuggelt, obwohl das Kommunikationsministerium die Lizenz verweigert hatte. Mit einem Lastwagen der Kantine des Parlaments wurden die Sendegeräte aus einer Lagerhalle unter Lebensmitteln versteckt in das Parlamentsgebäude geschafft und von Ingenieuren installiert. So konnte Boris Jelzin per eigenem Radio die Moskauer Bevölkerung um Hilfe bitten. Er bedankte sich, indem schon im nächsten Monat die Sendeerlaubnis erteilt wurde.

## Struktur

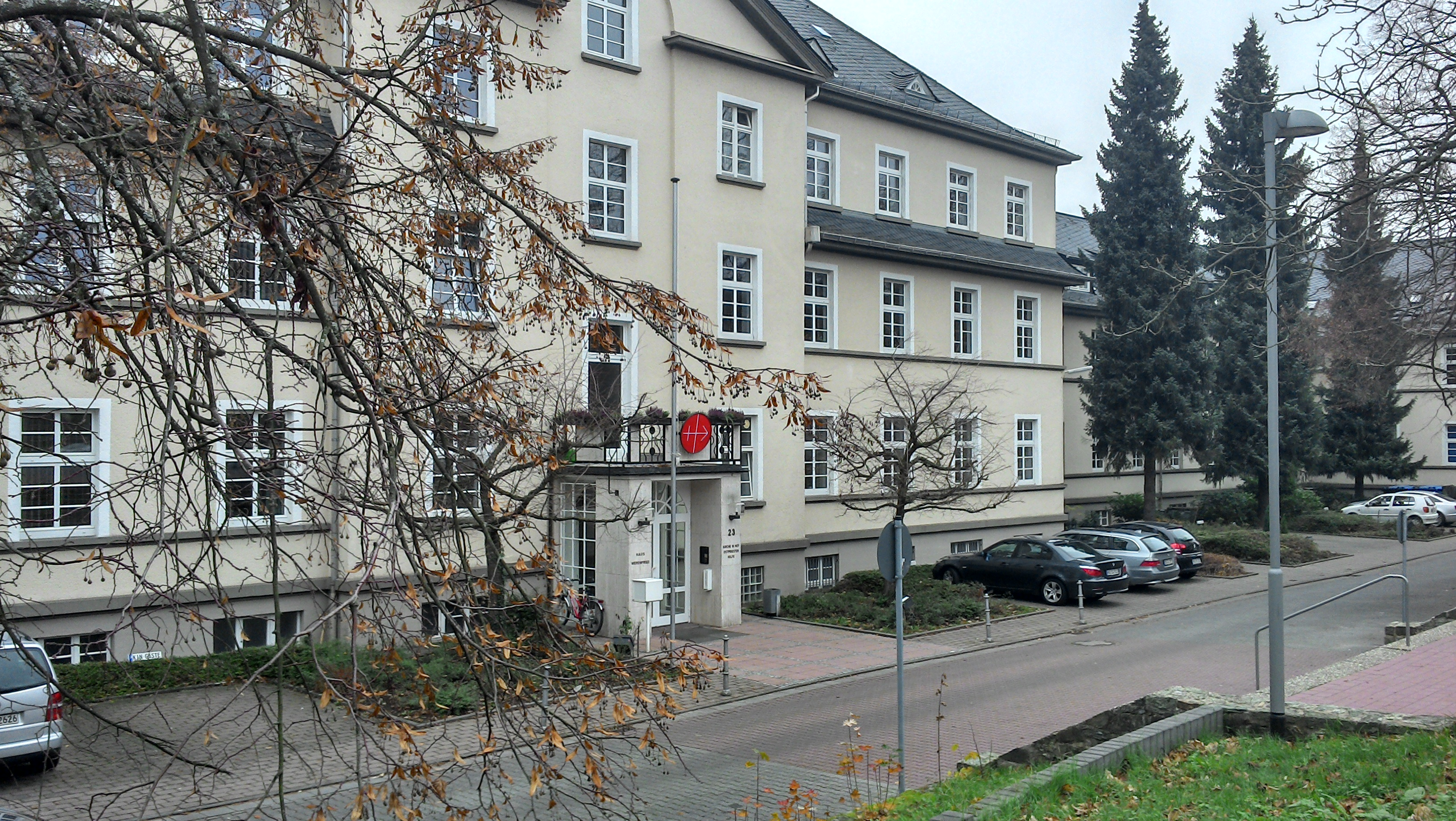
Internationale Zentrale von Kirche in Not in Königstein im Taunus.

Sitz der internationalen Zentrale ist Königstein im Taunus. Dort werden Hilfsanträge aus aller Welt geprüft und die Spendenmittel vergeben. Mit der Umwandlung zur Päpstlichen Stiftung ernannte Papst Benedikt XVI. Mauro Kardinal Piacenza zum Präsidenten von Kirche in Not/ACN International. Geschäftsführende Präsidentin ist seit Mitte Juni 2023 Regina Lynch. Die gebürtige Nordirin war zuvor bereits 43 Jahre für Kirche in Not tätig, unter anderem als Projektdirektorin. Kirchlicher Assistent ist Pater Anton Lässer, der dem Passionisten-Orden angehört.
In derzeit (Stand: Juli 2025) 25 Ländern ist das Werk mit 24 Nationalbüros (nationalen Sektionen) vertreten. Sie informieren über die Lage der Kirche, wo sie in Not ist und rufen zur Hilfe auf. Die deutsche Sektion hat ihren Sitz in München.
Kirche in Not ist weltweit durch 31 Büros in verschiedenen Städten vertreten, neben den Bürositz der internationalen Zentrale in Königstein im Taunus. Es gibt 24 Nationalbüros in verschiedenen Ländern und gebietsweise insgesamt sieben Regionalbüros. Das Werk hat 14 Nationalbüros in Europa, während es in Amerika durch sieben und in Asien/Ozeanien durch drei Nationalbüros vertreten ist.
Kirche in Not erhält jährlich Spenden von über 360.000 Personen. Der Rundbrief „Echo der Liebe“ mit aktuellen Projektberichten und geistlichen Impulsen erscheint achtmal pro Jahr in einer Auflage von mehr als 600.000 Exemplaren in sieben Sprachen.

## Finanzierung
Im Jahr 2024 erhielt Kirche in Not (ACN) rund 139,3 Millionen Euro Spenden, die von den Nationalbüros gesammelt wurden (2023: 143,7 Millionen Euro). Der deutsche Zweig des Hilfswerks konnte zu diesem Ergebnis Einnahmen in Höhe von 16,6 Millionen Euro beitragen (2023: 16,3 Millionen Euro). In Österreich nahm Kirche in Not im Geschäftsjahr 2024 über 3,6 Millionen Euro ein, in der Schweiz und im Fürstentum Liechtenstein umgerechnet knapp zehn Millionen Euro. Kirche in Not ist rein spendenfinanziert, erhält keine staatlichen oder kirchlichen Zuschüsse und auch keine Kirchensteuermittel.
Das Deutsche Zentralinstitut für soziale Fragen (DZI) hat Kirche in Not das Spenden-Siegel verliehen. Seit 2018 darf der deutsche Zweig des Hilfswerks auch das Zertifikat des Deutschen Spendenrats für geprüfte Transparenz führen. Die Einhaltung der Spendenrichtlinien wird durch beide Institute jährlich überprüft und erneuert.

## Berichte zu Religionsfreiheit und Christenverfolgung

### Studie „Religionsfreiheit weltweit“
Neben der Hilfe für verfolgte und bedrängte Christen setzt sich Kirche in Not auch für Religionsfreiheit ein. Wichtigstes Instrument dazu ist die Studie „Religionsfreiheit weltweit“, die alle zwei Jahre erscheint. 2023 legte Kirche in Not die 16. Ausgabe des Berichts vor. 30 internationale Autoren wirken daran mit. Der Bericht stellt die Menschenrechtslage in 196 Ländern vor und dokumentiert Verstöße gegen die Religionsfreiheit. Die Analyse umfasst alle Religionen und Konfessionen.
„Religionsfreiheit weltweit“ dokumentiert außerdem, in welchen Weltregionen sich die Lage im Blick auf die Religionsfreiheit weiter verschlechtert hat. Auch Verbesserungen werden dokumentiert. Als Hauptursachen für religiöse Verfolgung benennt der Bericht einen ethno-religiösen Nationalismus wie zum Beispiel in Indien oder Myanmar, islamistischen Extremismus in zahlreichen afrikanischen Staaten und autoritäre Regierungen wie zu, Beispiel China, Saudi-Arabien oder Nicaragua. Dem Bericht „Religionsfreiheit weltweit 2023“ zufolge gibt es in rund einem Drittel der Länder weltweit Einschränkungen der Religions- und Weltanschauungsfreiheit, 62 Prozent der Weltbevölkerung sind davon direkt oder indirekt betroffen.
Laut dem Bericht „Religionsfreiheit weltweit“ herrscht in 28 Staaten weltweit explizite Verfolgung für Angehörige von religiösen oder weltanschaulichen Gruppen („Kategorie rot“). Erstmalig wurde Nicaragua in diese Liste aufgenommen. Dort geht das sandinistische Regime insbesondere gegen die katholische Kirche vor. In 33 Staaten kommt es zu Diskriminierungen („Kategorie orange“), zum Beispiel im Irak, in Israel und den Palästinensischen Gebieten oder in der Türkei. 23 Länder hat der Bericht als „unter Beobachtung“ eingestuft, darunter Chile, die Philippinen, aber auch Russland und die Ukraine. Dort seien staatliche Maßnahmen gegen Aspekte der Religionsfreiheit, zunehmende Hasskriminalität und vereinzelte religiöse Verfolgung festzustellen.

### „Verfolgt und vergessen?“ – Bericht zur Christenverfolgung
Speziell dem Thema Christenverfolgung widmet sich die Dokumentation Verfolgt und vergessen?, die vom englischen Nationalbüro von Kirche in Not erstellt wird und ebenfalls alle zwei Jahre erscheint. Der Bericht, der wie der Bericht zur Religionsfreiheit in gedruckter Kurzfassung und ausführlicher Onlineversion vorliegt, schildert auch Einzelschicksale verfolgter Christen, für die sich Kirche in Not einsetzt. Bekanntestes und erfolgreichstes Beispiel ist die pakistanische Christin Asia Bibi, die wegen angeblicher Blasphemie zum Tode verurteilt und nach Jahren in der Todeszelle 2018 durch das höchste Gericht Pakistans freigesprochen wurde. Kirche in Not hatte den Mann und eine Tochter von Asia Bibi wiederholt zu Gast, um auf ihre Situation und die Lage weiterer wegen Blasphemie beschuldigter oder verurteilter Christen aufmerksam zu machen. Auch nach der Ausreise Asia Bibis nach Kanada steht Kirche in Not mit Asia Bibi in Kontakt und publizierte im September 2019 ein Interview mit ihr.
In der Neuauflage des Berichts 2024 analysiert Kirche in Not 18 Brennpunktländer. Besonders besorgt blickt das Hilfswerk auf die Lage in Afrika. Dorthin habe sich vom Nahen Osten aus das „Epizentrum islamistischer Gewalt“ verlagert. In den untersuchten afrikanischen Ländern wie Burkina Faso, Mosambik oder Nigeria lösten „islamistische Angriffe eine Massenmigration christlicher Gemeinschaften aus“, heißt es in dem Bericht. Diese Entwicklung werfe „Fragen zum langfristigen Überleben der Kirche in afrikanischen Schlüsselregionen auf.“ Neu in der 18-jährigen Geschichte von „Verfolgt und vergessen?“ ist ein Bericht zur Lage in Nicaragua. Dort geht die Regierung unter Daniel Ortega massiv gegen die Christen vor; zahlreiche kirchliche Mitarbeiter wurden verhaftet, Priester und Bischöfe ausgewiesen.

### „Hört ihre Schreie“ – Entführung, Zwangskonversion und sexuelle Ausbeutung christlicher Frauen und Mädchen

Titelseite der Fallstudie „Hört ihre Schreie. Entführung, Zwangskonversion und sexuelle Ausbeutung christlicher Frauen und Mädchen“, herausgegeben von Kirche in Not

Im Januar 2022 stellte Kirche in Not Deutschland die Fallstudie „Hört ihre Schreie – Entführung, Zwangskonversion und sexuelle Ausbeutung christlicher Frauen und Mädchen“ vor. Sie war zuerst vom britischen Nationalbüro des Hilfswerks veröffentlicht worden. „Hört ihre Schreie“ zeigt anhand von Einzelschicksalen, Beobachtungen von Menschenrechtsexperten und NGOs sowie den Erfahrungen von Kirche in Not in der Projektarbeit vor Ort den strategischen Plan radikaler islamistischer Gruppen, wie zum Beispiel des „Islamischen Staats“ oder Boko Haram, christliche Minderheiten in Ländern wie Syrien, Irak, Nigeria, Pakistan, Ägypten und Mosambik durch die gezielte Entführung und Zwangsverheiratung von christlichen Frauen und Mädchen auszulöschen. Die weltweit zunehmenden Fälle gehörten zu „einem Zermürbungskrieg radikaler Islamisten gegen christliche Minderheiten in Ägypten und anderswo“, sagte die US-Menschenrechtsexpertin und Co-Autorin der Dokumentation, Michele Clark, bei einer Pressekonferenz in Berlin. Laut Kirche in Not wolle der Bericht ein Beitrag sein, die „Mauer des Schweigens“ bei diesem sensiblen Thema zu durchbrechen und Politik, Medien und Gesellschaft aufrütteln, aktiv zu werden.

### Ausstellung „Verfolgte Christen weltweit“
Die von Kirche in Not Deutschland konzipierte Wanderausstellung „Verfolgte Christen weltweit“ tourt durch katholische Bildungseinrichtungen und Kirchen. Sie zeigt auf 14 Tafeln Bilder und Fakten über Länder, in denen Christen benachteiligt und verfolgt werden. Seit 2020 ist eine weitere Ausstellung zum Thema „Herausforderung Religionsfreiheit“ für Pfarreien und öffentliche Einrichtung kostenlos verfügbar.

## Internationaler Aktionstag „Red Wednesday“ und „Abend der Zeugen“

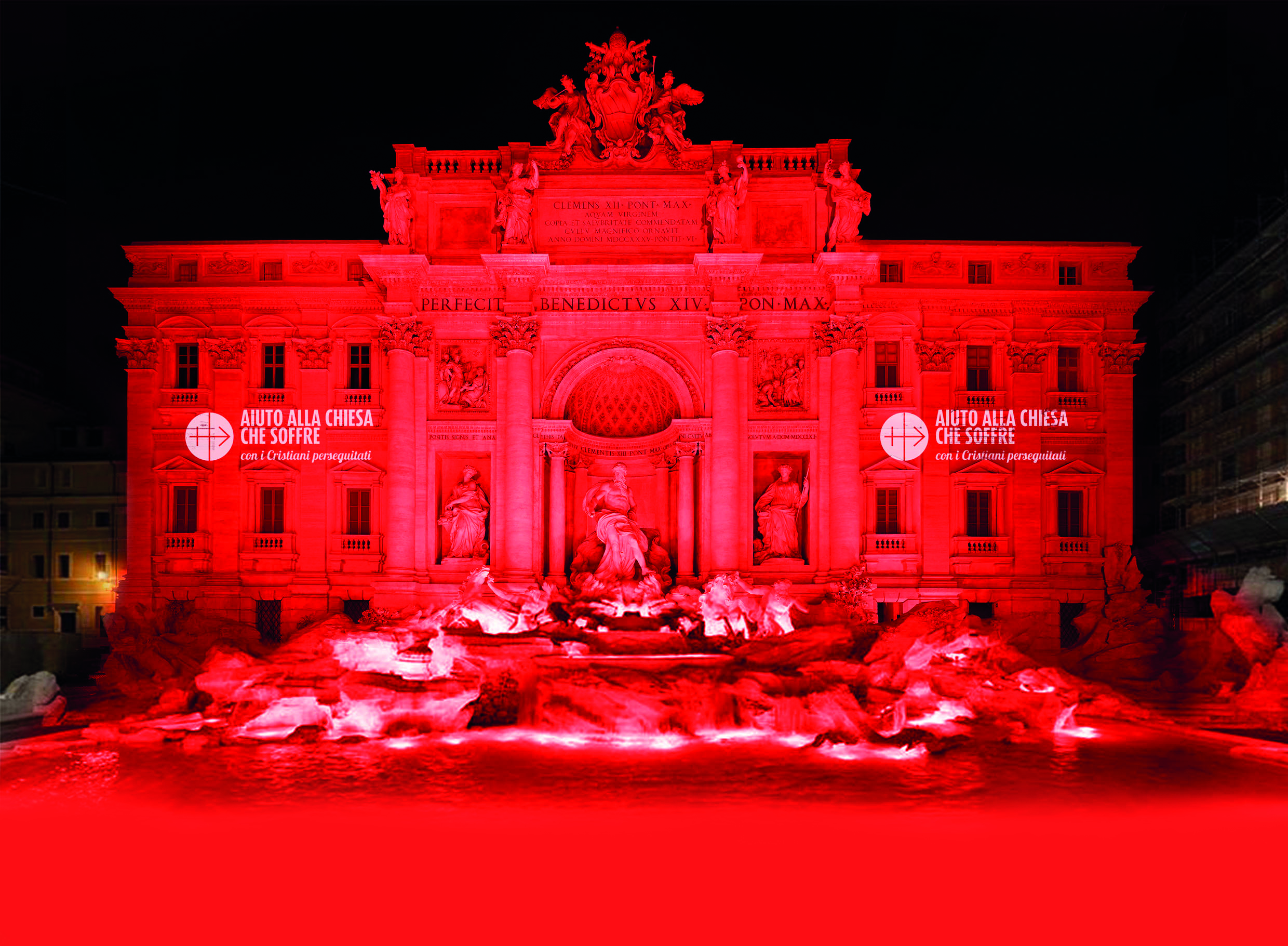
Rot angestrahlter Trevi-Brunnen in Rom bei einer Solidaritätsaktion für verfolgte Christen im April 2016.

Um auf das Schicksal verfolgter Christen und Verstöße gegen die Religionsfreiheit aufmerksam zu machen, hat Kirche in Not die Aktion „Red Wednesday“ (Roter Mittwoch) initiiert. Dieser findet in der Regel am letzten Mittwoch im November statt. Kirche in Not lädt dazu ein, an diesem Tag oder einem anderen passenden Termin Kirchen und öffentliche Gebäude rot zu beleuchten, um damit Solidarität mit verfolgten Christen und Angehörigen anderer Religionen zu zeigen. Gleichzeitig finden Informationsveranstaltungen, Kundgebungen und Gottesdienste zu diesem Thema statt.
Unter anderem wurden beim „Red Wednesday“ die Houses of Parliament und die Westminster-Kathedrale in London, das Kolosseum und der Trevi-Brunnen in Rom, Sacré Coeur in Paris sowie das österreichische Parlament und der Stephansdom in Wien rot angestrahlt. Auf den Philippinen hatten sich im Jahr 2019 rund 2100 Pfarrgemeinden am „Red Wednesday“ beteiligt, mittlerweile hat die Bischofskonferenz der Philippinen die Aktion von Kirche in Not in den offiziellen kirchlichen Veranstaltungskalender übernommen. 2024 waren weltweit über 1000 Gebäude aus Solidarität mit verfolgten Christen rot angestrahlt worden.

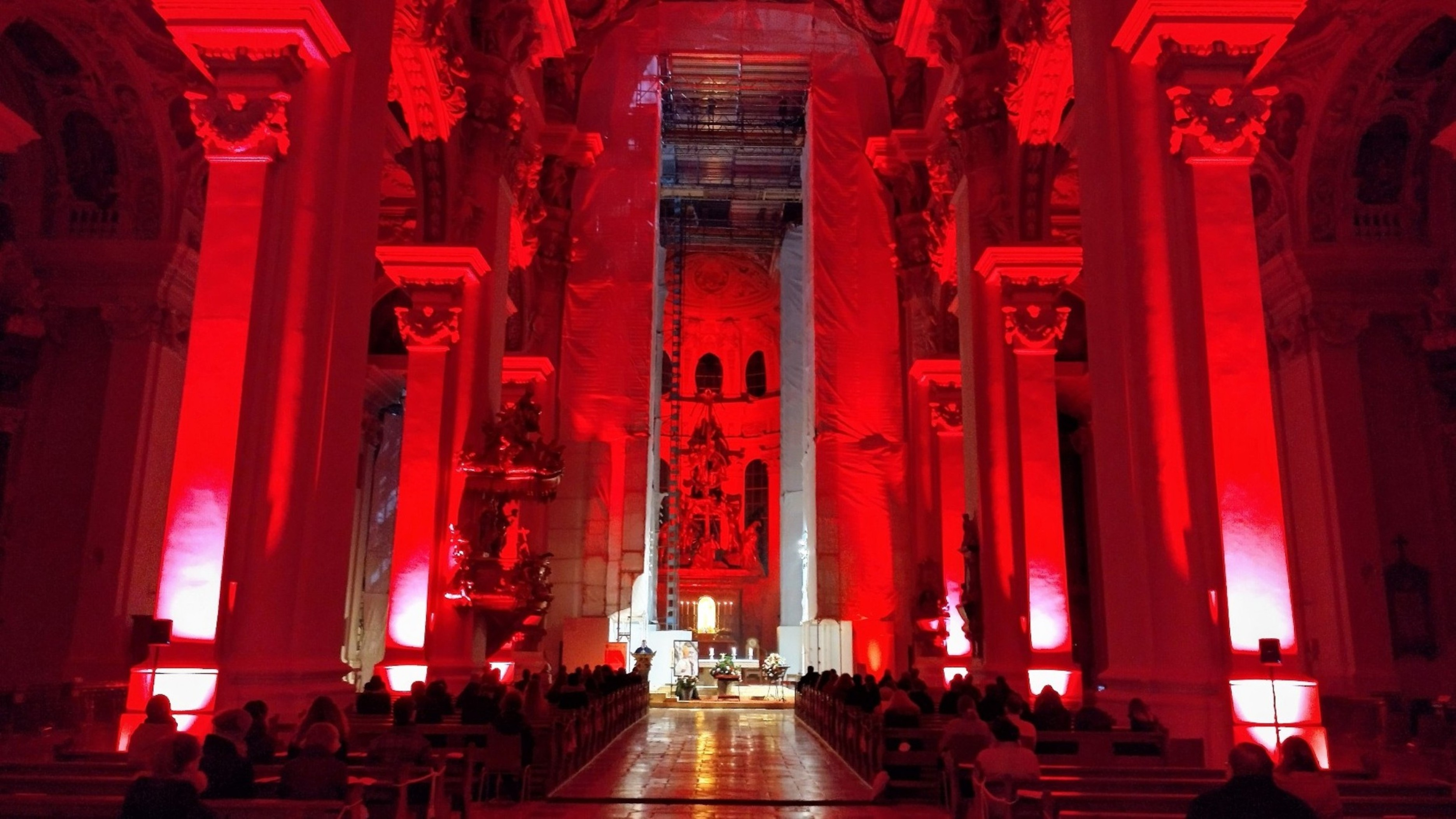
Der Dom St. Stephan in Passau zum Red Wednesday 2021 rot angestrahlt.

### Red Wednesday in Deutschland
Nach Angaben des Hilfswerks haben sich 2021 in Deutschland über 80 Pfarrgemeinden am „Red Wednesday“ beteiligt, 120 Kirche und öffentliche Gebäude wurden rot beleuchtet. 2022 waren es bereits 170 teilnehmende Kirchengemeinden in ganz Deutschland, darünter auch die Kathedralen in Passau, Regensburg, Augsburg, Freiburg im Breisgau und Mainz. Höhpeunkt der Aktionen rund um den Red Wednesday 2024 war ein ökumenischer Gebetsabend im Fuldaer Dom, der von der Band "Koenige und Priester" musikalische gestaltet wurde und von rund 1300 Menschen besucht wurde.

### Red Wednesday in Österreich
In Österreich fand 2019 der erste Red Wednesday statt, an dem sich 20 Kirchen beteiligten. 2024 stieg die Zahl der teilnehmenden Kirchen und Klöster am Red Wednesday in Österreich auf über 220 an, darunter befanden sich auch der Dom St. Martin (Eisenstadt), der Grazer Dom, der Innsbrucker Dom, der Linzer Mariä-Empfängnis-Dom, der Salzburger Dom sowie der Wiener Stephansdom. Auch das Bundeskanzleramt und die Präsidentschaftskanzlei wurden 2024 als Zeichen für Religionsfreiheit und gegen Christenverfolgung rot beleuchtet.

### Abend der Zeugen
Eine weitere Gebetsaktion von Kirche in Not ist der „Abend der Zeugen“. Er besteht in der Regel aus einer heiligen Messe, einer Gebetszeit mit Eucharistischer Anbetung, in deren Rahmen Bischöfe, Priester und Ordensleute aus der Weltkirche Zeugnis geben, sowie einer anschließenden Begegnung mit den Wohltätern. In Deutschland fanden solche „Abende der Zeugen“ bislang unter anderem in München, Berlin, Frankfurt am Main und Düsseldorf statt. Beim „Abend der Zeugen“ werden Kirchengebäude ebenfalls im Innenraum oder von außen rot beleuchtet.

## Medien- und Evangelisierungsarbeit

### Fernsehstudio bei Kirche in Not Deutschland
Neben der Hilfe für verfolgte und notleidende Christen ist die Förderung der Neuevangelisierung ein wichtiges Anliegen von Kirche in Not. In Deutschland betreibt die Pater-Werenfried-van-Straaten-Stiftung zusammen mit Kirche in Not seit 2013 ein TV-Produktionsstudio in München-Harlaching. Dort entstehen pro Monat im Schnitt über 240 Minuten Fernsehbeiträge. Themen sind Glaube und geistliches Leben, Weltkirche und verfolgte Christen, Politik und Gesellschaft. Als eigenen Sender betreibt die Organisation „Katholisch TV“. Die Beiträge laufen regelmäßig bei den christlichen Fernsehsendern EWTN, K-TV und Bibel TV. Auf K-TV wird jeweils am Freitagmittag die heilige Messe aus der internationalen Zentrale von Kirche in Not in Königstein live übertragen. Auch im Radio ist Kirche in Not regelmäßig zu hören, zum Beispiel mit der wöchentlichen Sendung „Weltkirche aktuell“ auf Radio Horeb.

### Catholic Radio und Television Netwerk
Kirche in Not – ACN International betreibt eine eigene Medien-Produktionsgesellschaft, das Catholic Radio & Television Network (CRTN). CRTN produziert Dokumentarfilme, Interviews und Clips zum Thema verfolgte und notleidende Christen und stellt sie TV- und Radiosendern weltweit zur Verfügung.
Vor allem in nichtchristlichen Ländern fördert Kirche in Not die Errichtung von katholischen Radio- und Fernsehstationen und finanziert Ausrüstung und Schulung der Mitarbeiter.

### Youcat
Kirche in Not – ACN International ist alleiniger Gesellschafter der Youcat Foundation gGmbH. Sie verantwortet die Herausgabe des Jugendkatechismus „Youcat“, der 2011 veröffentlicht und seither in mehr als 70 Sprachen übersetzt worden ist. Die Angebotspalette hat sich seither stetig erweitert, unter anderem um den „YOUCAT for KIDS“, der mittlerweile in 28 Sprachen vorliegt, oder den „Docat“, eine jugendgemäße Einführung in die katholische Soziallehre. Kirche in Not fördert die Verbreitung des Jugendkatechismus und der weiteren Publikationen in armen Weltregionen oder bei internationalen Treffen wie dem Weltjugendtag.

## Kinderbibel „Gott spricht zu seinen Kindern“
Als Beitrag zum Internationalen Jahr des Kindes gab Kirche in Not 1979 erstmals die Kinderbibel Gott spricht zu seinen Kindern heraus. Auf der III. Allgemeinen Bischofskonferenz von Lateinamerika, die zwischen Januar und Februar 1979 in Puebla stattfand, wurde den dort versammelten Bischöfen eine kleine Bibel als Hilfe für die pastorale Arbeit angeboten. Das Angebot wurde von den Diözesen des Landes mit Begeisterung aufgenommen und allein im Jahr 1979 verteilte Kirche in Not über eine Million Exemplare in Spanisch, Portugiesisch, Englisch und Französisch.
Seither wurden über 51 Millionen Exemplare verbreitet und die Kinderbibel in 190 Sprachen übersetzt (Stand: 2019), darunter auch in Regionalsprachen und zahlreiche afrikanische Sprachen. In vielen dieser lokalen Sprachen ist die Kinderbibel sogar das einzige veröffentlichte Buch. Kirche in Not finanziert seit mehr als 40 Jahren den Druck und die Verbreitung der Kinderbibel in ärmeren Weltregionen. Es handelt sich damit um eines der längsten und erfolgreichsten Einzelprojekte von Kirche in Not im Bereich Evangelisierung. Im deutschsprachigen Raum gibt es neben der Kinderbibel noch zahlreiche weitere Angebote, zum Beispiel ein Quartett, ein Kinderbibelmemo oder ein Sammelalbum mit Bildern aus der Kinderbibel.

## Gebetsaktion „Eine Million Kinder beten den Rosenkranz“
Seit dem Jahr 2008 unterstützt Kirche in Not die Gebetskampagne „Eine Million Kinder beten den Rosenkranz“ und hat seit 2018 die weltweite Organisation übernommen. Jedes Jahr am 7. Oktober (bis 2023 am 18. Oktober) lädt das Hilfswerk Kinder in Pfarreien, Schulen, Kindergärten und Familien dazu ein, gemeinsam den Rosenkranz oder einzelne Teile davon zu beten sowie die Rosenkranzgeheimnisse zu betrachten. Dazu stellt Kirche in Not kindgerechte Gebetanregungen in 23 Sprachen bereit. Teilnehmer können sich auf einer Internetplattform registrieren. 2022 hatten nach Angaben von Kirche in Not über 840.000 Personen aus 140 Ländern an der Gebetsaktion teilgenommen.
„Eine Million Kinder beten den Rosenkranz“ entstand 2005 in der venezolanischen Hauptstadt Caracas. Während Kinder an einem Bildstock den Rosenkranz beteten, erinnerten sich einige erwachsene Teilnehmer an die Worte des heiligen Pater Pio von Pietrelcina: „Wenn eine Million Kinder den Rosenkranz beten, wird die Welt sich verändern.“
Mehrmals machte auch Papst Franziskus auf die Gebetsaktion aufmerksam. Beim Angelusgebet am 11. Oktober 2020 auf dem Petersplatz in Rom sagte er: „Am kommenden Sonntag, dem 18. Oktober, veranstaltet die Stiftung Kirche in Not die Kampagne ,Eine Million Kinder beten den Rosenkranz’ für Einheit und Frieden. Ich ermutige zu diesem schönen Ereignis, an dem Kinder auf der ganzen Welt beteiligt sind, die besonders für kritische Situationen beten, die durch die (Corona-)Pandemie verursacht werden.“ Am 16. Oktober 2022 sagte Franziskus ebenfalls beim sonntäglichen Angelusgebet: „Vielen Dank an alle Jungen und Mädchen, die mitmachen! Wir schließen uns ihnen an und vertrauen der Fürsprache der Gottesmutter die Märtyrer der Ukraine und die anderen Völker an, die unter Krieg und allen Formen von Gewalt und Elend leiden.“

## Beichtmobil

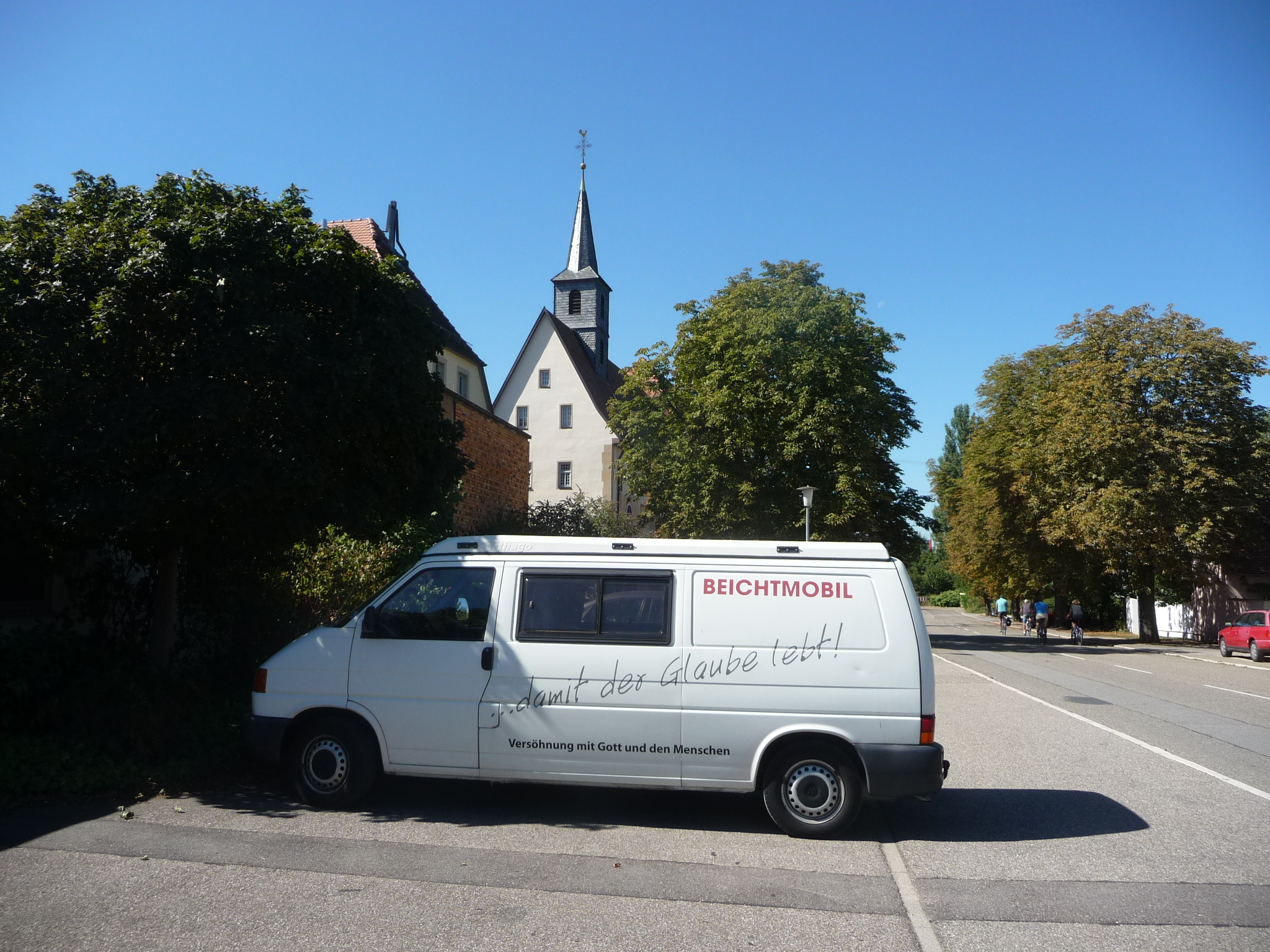
Beichtmobil vor der Marienwallfahrtskirche Waghäusel

Kirche in Not Deutschland betreibt seit 2004 das weltweit einzige „Beichtmobil“. Es war zunächst ein zum Beichtstuhl umgebauter VW-Bus (T4, Baujahr 1996), dessen Innenraum als Raum für den Empfang des Bußsakraments ausgestattet wurde. 2013 wurde es durch ein Nachfolgefahrzeug (T5, Baujahr 2012) ersetzt. Das Mobil steht Pfarreien und geistlichen Gemeinschaften kostenlos zur Verfügung und kommt auch bei Großveranstaltungen zum Einsatz.
Ebenfalls mobil sind die schwimmenden Kirchen, die in Brasilien auf dem Amazonas oder in Russland auf dem Don und der Wolga zum Einsatz kommen. Ziel ist es, den Gläubigen den Sakramentenempfang zu ermöglichen oder mit einem Priester zu sprechen und seelsorgerischen Rat einzuholen.

## Auszeichnungen

### Path to Peace Award
Im Mai 2019 wurde die Päpstliche Stiftung Kirche in Not ACN für ihr Engagement von der UN-Vertretung des Heiligen Stuhls in New York mit dem „Path to Peace Award“ ausgezeichnet. Erzbischof Bernardito Auza, ständiger Beobachter des Heiligen Stuhls bei den Vereinten Nationen, lobte Kirche in Not dabei als „führende Organisation in der Welt, die ein Sprachrohr für Christen ist, die an bestimmten Orten Verfolgung erleiden“. Die „Path to Peace“- Auszeichnung nahm der geschäftsführende Kirche-in-Not-Präsident Thomas Heine-Geldern entgegen. In seiner Dankesansprache betonte er, dass die Ehre „jenen Christen zusteht, die aufgrund ihres Glaubens verfolgt, unterdrückt, diskriminiert oder zum Schweigen gebracht werden. Wenn ich ihnen heute Abend meine Stimme leihe, hoffe ich, dass ihr Martyrium etwas weniger leise ist.“

## Kirche in Not und die Päpste
Kirche in Not definiert sich in seinen Leitlinien als „dem Heiligen Vater treu ergeben. Als Päpstliche Stiftung beteiligen wir uns am universellen Auftrag der Kirche.“ Im Laufe seiner Geschichte pflegte Kirche in Not stets eine enge Verbindung zu den jeweils amtierenden Päpsten, wurde von diesen zu Projekten und Hilfeleistungen in neuen Bereichen ermutigt und mehrfach für die geleistete Arbeit gewürdigt:

### Papst Pius XII. (1939–1958)
Papst Pius XII. trug 1947 indirekt zur Gründung von Kirche in Not bei. Er hatte beim Prämonstratenserorden angefragt, ob dieser den heimatvertriebenen Deutschen nach dem Zweiten Weltkrieg beistehen könne. Schließlich wurde Pater Werenfried van Straaten im belgischen Tongerlo mit dieser Aufgabe betraut. Obwohl sie zunächst nur als vorübergehende Hilfsaktion gedacht war, entstand daraus das spätere Hilfswerk Kirche in Not.

### Papst Johannes XXIII. (1958–1963)
Papst Johannes XXIII. bat 1962 Pater Werenfried und sein Werk um Hilfe für die Christen in Lateinamerika.

### Papst Paul VI. (1963–1978)
Während des Pontifikats von Papst Paul VI. wurde die damalige Ostpriesterhilfe 1964 als „Pium Sodalitium“ anerkannt und direkt dem Heiligen Stuhl unterstellt.

### Papst Johannes Paul II. (1978–2005)
Ein enger Kontakt verband Kirche-in-Not-Gründer Werenfried van Straaten mit Papst Johannes Paul II. Beide kannten sich schon aus der Zeit, als der spätere Papst Weih- und später Erzbischof von Krakau gewesen war. Damals hatte er als Vertreter der Polnischen Bischofskonferenz mit Pater Werenfried die Hilfen für die Kirche im kommunistischen Polen organisiert. Nach der Papstwahl hat Johannes Paul II. den Gründer von Kirche in Not mehrfach zu Gesprächen empfangen. Nach der Politischen Wende in Osteuropa beauftragte Papst Johannes Paul II. Kirche in Not, sich für die Versöhnung mit der russisch-orthodoxen Kirche einzusetzen.

„Ihr leistet einen rührenden Beitrag zur zweitausendjährigen Geschichte der christlichen Nächstenliebe. […] Ich kenne Euch und weiß, was Ihr zur Linderung einer Not tut, deren oft wortloses Flehen Ihr vernommen habt. Nicht alle hören die Christen, die schweigend leiden. Dazu gehört ein offenes Herz für die Not aller, deren Stimme über die Barrieren hinweg nicht zu uns gelangen kann. Ihr handelt, sammelt Gelder, gebt den Verlassenen die Gewissheit, dass Glaubensbrüder an sie denken und sie nicht im Stich lassen. […] Wer wird je die Mühsal ermessen können, die dieses Werk kostet, oder die Wellen der Großzügigkeit, die es hervorgerufen hat? Das alles steht im Buch des Lebens geschrieben. Der Herr selbst wird Euer Lohn sein!“

### Papst Benedikt XVI. (2005–2013)
Papst Benedikt XVI. erinnerte bei der Erhebung zur päpstlichen Stiftung „an die Verdienste des Hilfswerk Kirche in Not, das die Kirche seit 65 Jahren überall dort begleitet, wo es an finanziellen Mitteln fehlt und oder es zu Verstößen gegen die Religionsfreiheit kommt, so dass die Ausübung des Evangelisierungsauftrag schwierig oder gar unmöglich wird.“

„Ich unterstütze Kirche in Not, weil ich weiß, dass da wirklich Dienst am Glauben getan wird. Manche meinen ja, man dürfe nur Soziales im engsten Sinne des Wortes unterstützen; was einer glaube, solle man jedem selber überlassen. Aber in Wirklichkeit ist nichts wichtiger, als Gott zu den Menschen zu bringen, als ihnen zu Christus zu helfen, weil nur dann die Kräfte des Glaubens erwachen, die die entscheidende Art von Energie für die Weltgeschichte sind. Kirche in Not hilft der Not des Glaubens und tut damit das, was für unsere Welt am allermeisten nötig ist.“

### Papst Franziskus (2013–2025)
Papst Franziskus hat mehrfach den Einsatz von Kirche in Not, besonders im Nahen Osten, unterstützt und gewürdigt: 2018 entzündete er beim Angelusgebet auf dem Petersplatz ein Kerze, die von Projektpartnern von Kirche in Not in Syrien gefertigt worden war, und bekundete damit seine Unterstützung der Adventskampagne des Hilfswerks „Kerzen für den Frieden in Syrien“. Vatican News zitierte Franziskus: „Diese Flammen der Hoffnung mögen die Dunkelheit des Krieges vertreiben […] Lasst uns beten und den Christen helfen, als Zeugen der Barmherzigkeit, Vergebung und Versöhnung im Nahen Osten zu bleiben.“ Im August und September 2019 empfing Franziskus Delegationen von Kirche in Not. Dabei segnete er 6000 Rosenkränze und eine Ikone – Teil einer pastoralen Initiative von Kirche in Not zusammen mit den lokalen Kirchen in Syrien, um den Hinterbliebenen von Kriegsopfern Trost zu spenden. Nach der Segnung der Rosenkränze am 15. August hatte Papst Franziskus den geschäftsführenden Präsidenten von Kirche in Not, Thomas Heine-Geldern, zum Angelusgebet am Fenster des Apostolischen Palastes eingeladen und dabei nochmals zum Gebet für Syrien aufgerufen. Mehrfach unterstützte Papst Franziskus auch Projekte von Kirche in Not im Irak. Bereits 2017 hatte der Papst einen gespendeten Lamborghini mit seiner Unterschrift versehen, das Auto wurde versteigert: Ein Drittel des Erlöses ging an Projekte von Kirche in Not im Nahen Osten. Im März 2021 gehörte die Projektdirektorin von Kirche in Not als einzige Vertreterin eines Hilfswerks zur Reisedelegation von Papst Franziskus im Irak.

„Ich lade Sie alle ein, mit Kirche in Not auf der ganzen Welt Werk der Barmherzigkeit zu tun, und zwar bleibende Werke der Barmherzigkeit.“

### Papst Leo XIV. (ab 2025)
In seiner Zeit als Bischof in Peru war Robert Francis Prevost, so der bürgerliche Name von Leo XIV., ein Projektpartner von Kirche in Not. Von 2014 bis 2023 unterstützte Kirche in Not in dem von Prevost geleiteten Bistum Chiclayo und während seiner Zeit als Apostlischer Administrator in Callao unter anderem Projekte der Priesterausbildung und leitete Mess-Stipendien an Missionare in entlegenen Andenregionen weiter. Papst Leo XIV. dankte Kirche in Not in einem Brief für die gute Zusammenarbeit „insbesondere in den ärmsten Gebieten unserer Diözesen“ und bat: „Gott segne die Arbeit von Kirche in Not.“

## Kritik und Kontroversen

### Kontroverse um Podium beim Kongress „Treffpunkt Weltkirche“ 2015
Auf dem von Kirche in Not 2015 in Würzburg organisierten Kongress „Treffpunkt Weltkirche“ gab es eine Veranstaltung mit dem Titel „Gegen den Strom von Meinungsdiktatur und Political Correctness“. Diese Begriffe seien dezidiert aus dem rechten Milieu übernommen und – so Christiane Florin, die damalige Chefredakteurin der Zeit-Beilage Christ & Welt – eine „Pegida-Vokabel“ und eine „Diffamierung“. Aufgrund dieses Podiums-Titels hatte sie es abgelehnt, in ihrer Publikation eine Werbeanzeige des Kongresses von Kirche in Not zu schalten. Daraufhin erreichten sie hasserfüllte Mails, von denen sie einige öffentlich machte. Kirche in Not entschuldigte sich für die „Verbalausfälle“ und distanzierte sich von deren Inhalt.

### Distanzierung von „Hygiene-Demo“ in Berlin
Ende August 2020 distanzierte sich Kirche in Not ausdrücklich von der „Hygiene-Demo“ in Berlin, bei der ein Plakat zum Thema Christenverfolgung mit dem Hinweis auf die Internetseite des Hilfswerks aufgetaucht war. „Christenverfolgung ist ein ernstes Thema und verdient Aufmerksamkeit, aber ein Zusammenhang mit einer Demonstration rund um Corona-Maßnahmen erschließt sich uns nicht“, wurde Geschäftsführer Florian Ripka zitiert. Kirche in Not habe weder mit dem Plakat noch mit der Demonstration etwas zu tun und unterstütze diese auch nicht.

### Vorwürfe gegen den Gründer Werenfried van Straaten
Im Februar 2021 wurde bekannt, dass der 2009 vom Heiligen Stuhl bestellte Apostolische Visitator für Kirche in Not, Weihbischof Manfred Grothe, schwere Vorwürfe gegen den verstorbenen Pater nach Rom meldete: einen versuchten sexuellen Übergriff auf eine damals 23 Jahre alte Mitarbeiterin im Jahre 1973, ferner „Maßlosigkeiten in der Lebensführung“, „erhebliche Defizite in der Personalführung“ und „Anfälligkeiten für faschistoide Ideen“. Kirche in Not gab an, den Fall nicht öffentlich gemacht zu haben, um den Wunsch nach Vertraulichkeit der Betroffenen zu wahren. Den erhobenen Vorwurf der Vertuschung wies das Hilfswerk zurück.
Kirche in Not distanzierte sich von dem Verhalten, wie es Pater van Straaten vorgeworfen wurde, und verpflichtete sich zu einer vollständigen Aufklärung. Gleichzeitig gab Kirche in Not bekannt, man habe der betroffenen Frau damals eine Entschädigung in Höhe von insgesamt 16.000 EUR gezahlt: „10.000 € als Versuch einer Anerkennung des widerfahrenen Leids und 6.000 € zur Erfüllung von Rentenansprüchen aus dem früheren Arbeitsverhältnis der Betroffenen bei Kirche in Not“.
Angemerkte Defizite von Pater van Straaten in der Führung des Hilfswerks räumte das Hilfswerk ein, sah aber keine Hinweise auf faschistoides oder rechtsextremes Gedankengut. Der Vorwurf der Maßlosigkeiten in der Lebensführung beruhe auf Einzelberichten über „übermäßigen Genuss von Alkohol oder Essen“. Kirche in Not könne das jedoch nicht bestätigen. Werenfried van Straaten habe „bei der Darstellung der Geschichte des Hilfswerks als Person des Gründers seinen Platz“, teilte Kirche in Not mit. Darüber hinaus sei das Hilfswerk seit dem Jahr 2011, als es zur Päpstlichen Stiftung umgewandelt wurde, organisatorisch neu aufgestellt.